# William Edward Parry

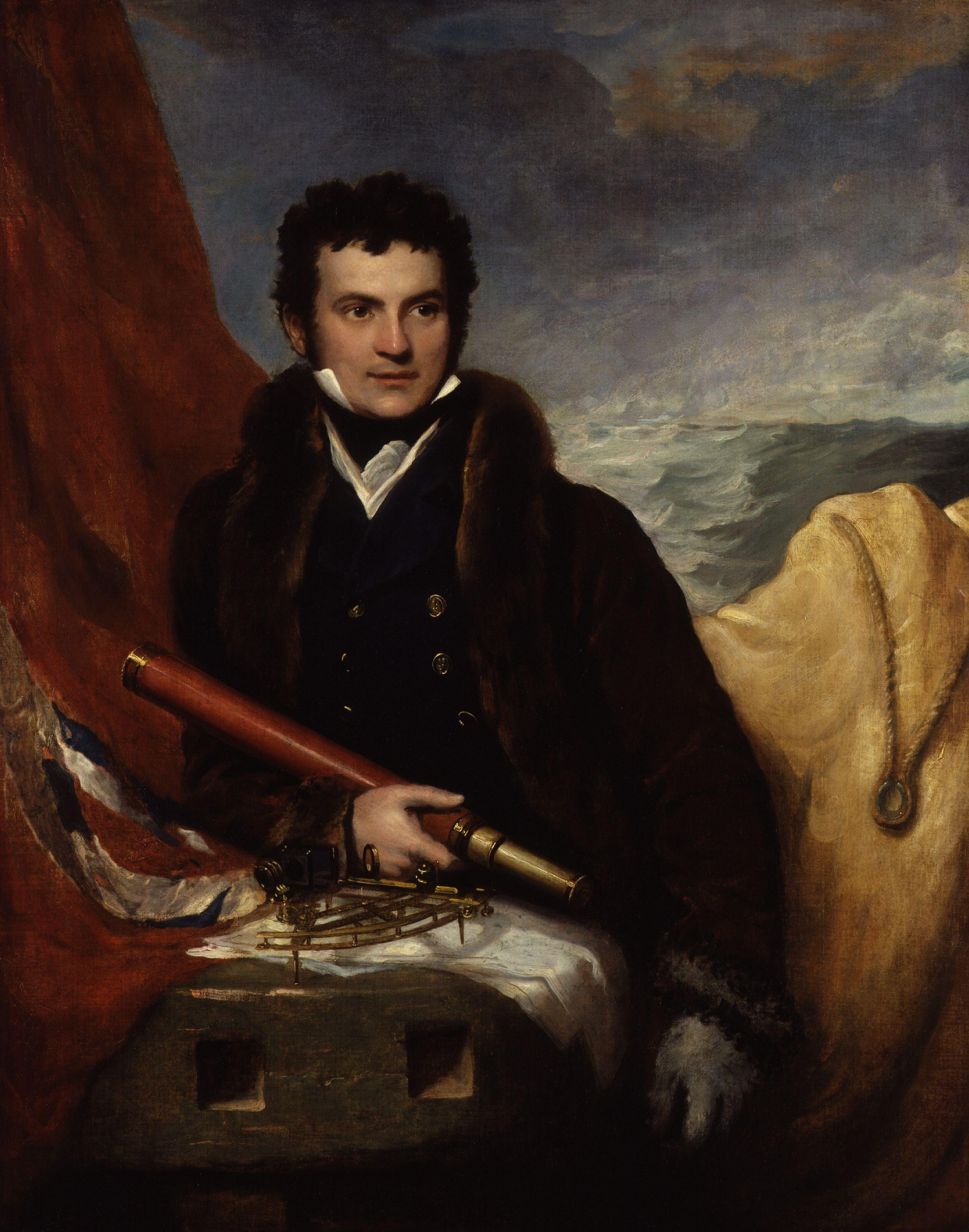
William Edward Parry (Gemälde von Samuel Drummond)

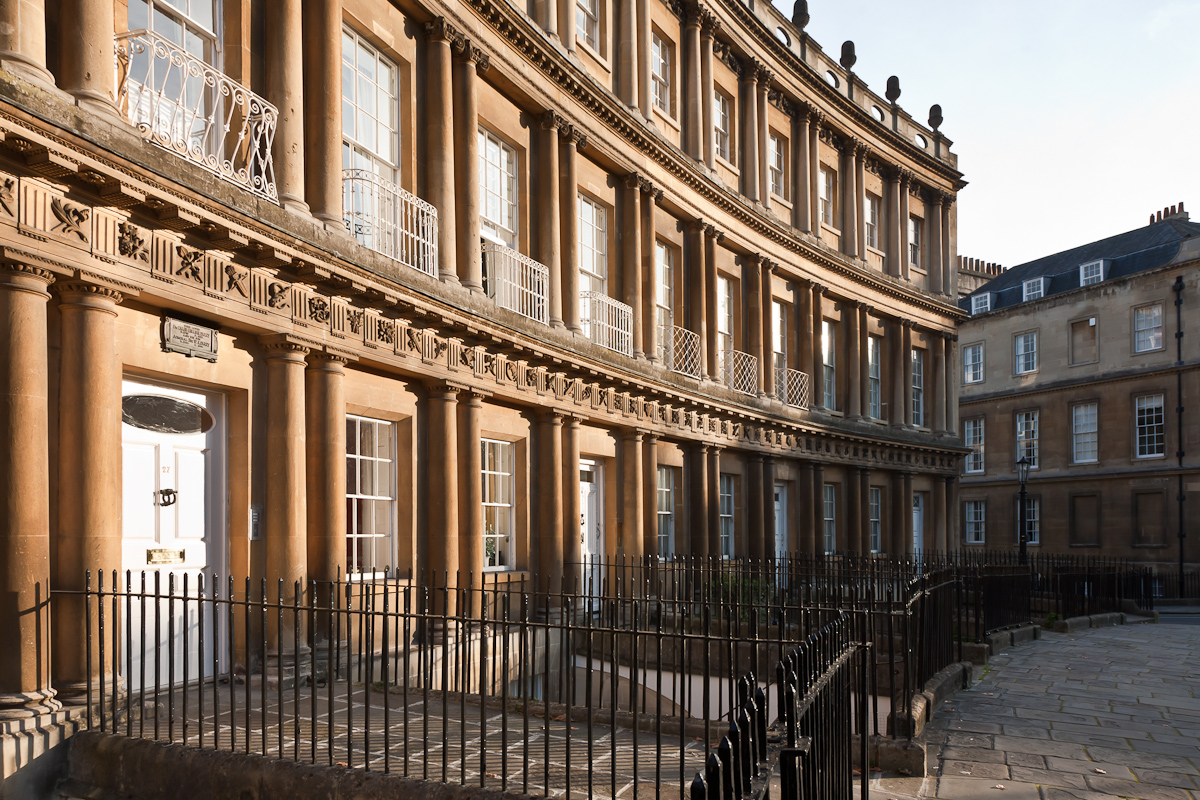
Wohnhaus Parrys mit Gedenktafel am Circus in Bath

Sir William Edward Parry (* 19. Dezember 1790 in Bath; † 8. Juli 1855 in Bad Ems) war ein britischer Marineoffizier und Polarforscher. Sein offizielles botanisches Autorenkürzel lautet „W.Parry“.

## Leben
William Edward Parry wurde in Bath als Sohn des Arztes Caleb Hillier Parry und dessen Gattin Sarah geb. Rigby geboren. An seinem Geburtsort besuchte er zunächst die Grammar School und schloss sich im Alter von 13 Jahren als Freiwilliger der unter Oberbefehl von Admiral William Cornwallis stehenden Kanalflotte an. Parry zeichnete sich während der Napoleonischen Kriege zwischen 1803 und 1806 als Kadett bei der Blockade der französischen Flotte in Brest und in der Ostsee aus. 1810 wurde er Lieutenant auf der Fregatte Alexandria, die zum Schutz von Walfängern in den Gewässern um Spitzbergen eingesetzt wurde. Gleichzeitig nutzte er diese Zeit für astronomische Beobachtungen in den nördlichen Breiten und veröffentlichte später seine Studien unter dem Titel Nautical Astronomy by Night (1816).

### Die Suche nach der Nordwestpassage

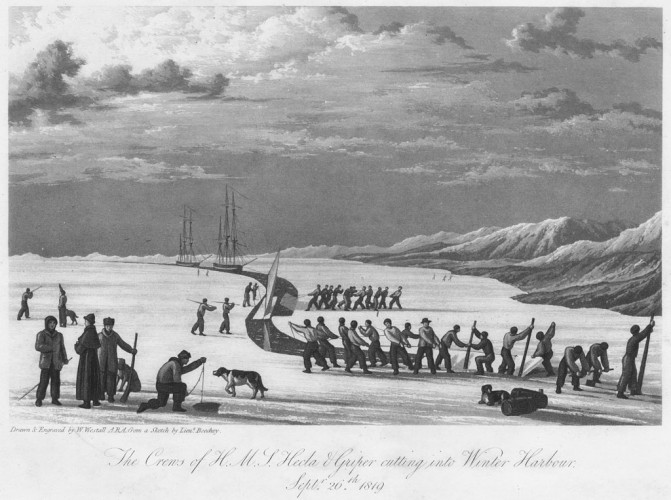
Parrys Mannschaft im September 1819

1818 begleitete Parry den schottischen Kapitän und Polarforscher John Ross, der den Auftrag erhalten hatte, sich auf die Suche nach der Nordwestpassage zu begeben, auf einer Reise in arktische Gewässer, die aber ohne greifbare Resultate endete. Die britische Admiralität ordnete daraufhin eine weitere Expedition an. Auf seiner nächsten Arktis-Reise (11. Mai 1819 bis 30. Oktober 1820) erforschte Parry mit den beiden Schiffen HMS Griper und HMS Hecla einen bis dahin noch nicht bekannten Teil der polaren Inselwelt Kanadas und entdeckte dabei auch bislang unbekannte Inseln – wie Bathurst-Insel und die Melville-Insel. Diese beiden sowie die Devon- und die Cornwallis-Insel wurden nach ihrem Entdecker Parry-Inseln genannt, ihre heutige Bezeichnung lautet Königin-Elisabeth-Inseln. Infolge massiven Packeises wurde er schließlich zum Abbruch der Reise gezwungen. 1821 schilderte er in Journal of a Voyage to discover a North-west Passage seine Reiseeindrücke. Bei seiner Rückkehr wurde er zum Commander und 1821 zum Post-Captain befördert.
Vom 3. Mai 1821 bis zum 10. Oktober 1823 unternahm Parry mit den Schiffen HMS Fury und HMS Hecla eine zweite Arktis-Expedition, diesmal in den Norden der Hudson Bay, wo er zunächst die Repulse Bay näher erforschte und dann auf Winter Island, vor dem ebenfalls von ihm erforschten Lyon Inlet gelegen, überwintern musste. Nach dem Eisaufbruch nordwärts segelnd entdeckte er eine ganzjährig völlig vereiste Wasserstraße, die Fury-und-Hecla-Straße. In der Hoffnung, dass das Eis im folgenden Sommer aufbräche, musste er ein weiteres Mal überwintern, diesmal auf Iglulik Island, und stellte wissenschaftliche Beobachtungen, unter anderem auch über die Lebensweise der Inuit, an. Nachdem das Eis die Fury-und-Hecla-Straße wider Erwarten nicht frei gab und der Gesundheitszustand sich mehr und mehr verschlechterte, sah sich Parry zur Rückkehr gezwungen. 1824 erschien Parry’s Publikation Journal of a second voyage for the discovery of a North-West passage from the Atlantic to the Pacific.
Eine dritte Reise von 1824 bis 1825 über den Lancaster-Sund in das Prince Regent Inlet endete mit dem Schiffbruch der HMS Fury an der Ostküste von Somerset Island; auf der HMS Hecla kehrte Parry mit der gesamten Mannschaft nach England zurück. 1827 versuchte er, von Spitzbergen aus den Nordpol zu erreichen, gelangte aber nur bis 82° 45' nördlicher Breite (27. Juli 1827). Seine Eindrücke schilderte er in dem Buch Narrative of the attempt to reach the North Pole (1827).
Auch wenn Parry weder die Nordwestpassage vollständig befuhr noch den Nordpol erreichte, brachten seine Entdeckungen und Studien Klarheit über die Struktur der arktischen Inselwelt Nordamerikas. Dafür wurde er 1829 von Königin Victoria zum Knight Bachelor geschlagen.

### Letzte Lebensjahre
Zwischen 1829 und 1834 war er Beauftragter der Australian Agricultural Company in New South Wales in Australien. Später wurde er Rechnungsprüfer der neu gegründeten Abteilung für Dampfmaschinen innerhalb der britischen Marine und bekleidete dieses Amt bis zu seiner Pensionierung. 1852 wurde er in den Rang eines Rear-Admiral befördert.

### Persönliches
William Parry war ein tief religiös geprägter Mensch, der neben weiteren das Buch Lecture to Seamen, and Thoughts on the Parental Character of God veröffentlichte. Er war zweimal verheiratet: mit Isabella Louisa Stanley (1826–1839), mit der er acht Kinder hatte, und ab 1841 mit Catherine Edwards Hankinson, mit der er drei Kinder hatte. Er starb während eines Kuraufenthalts in Bad Ems im Alter von 64 Jahren am 8. Juli 1855. Sein Sohn Pfarrer Edward Parry veröffentlichte postum die Memoirs of Rear-Admiral Sir W. E. Parry.

## Ehrungen
Der Mondkrater Parry wurde 1935 von der IAU nach ihm benannt. Der Parry Channel, die Parry-Inseln, der Lac Parry und die Parry-Halbinsel in der Arktis tragen ebenfalls seinen Namen. Gleiches gilt für den Mount Parry und mittelbar auch für das Parry Patch, beide in der Antarktis. Am 20. Dezember 1826 (Julianischer Kalender) wurde er Ehrenmitglied der Russischen Akademie der Wissenschaften in Sankt Petersburg. 1840 wurde er korrespondierendes Mitglied der Académie des sciences und 1845 Ehrenmitglied (Honorary Fellow) der Royal Society of Edinburgh. 1841 wurde de Parry von Félix Édouard Guérin-Méneville als Mitglied Nummer 247 der Société Cuvierienne vorgestellt.

## Veröffentlichungen
- Entdeckungsreise nach den nördlichen Polargegenden im Jahr 1818, in dem königl. Schiffe Alexander unter dem Befehle des Lieutenant und Commander W. E. Parry, Wien 1826 (Digitalisat)
- Four voyages to the North Pole, 5 Bde., London 1833